# (2522) Triglav
(2522) Triglav es un asteroide perteneciente al cinturón de asteroides, descubierto el 6 de agosto de 1980 por Zdeňka Vávrová desde el Observatorio Kleť, České Budějovice, República Checa.

## Designación y nombre
Designado provisionalmente como 1980 PP. Fue nombrado Triglav en homenaje a Triglav dios de la mitología eslava.